# FC Dinamo București în sezonul 1957-1958
Sezonul 1957-58 este al nouălea sezon pentru FC Dinamo București în Divizia A. Din cauza schimbării sistemului competiția la toamnă-primăvară, în prima jumătate a anului 1957 Dinamo participă la Cupa Primăverii. Bucureștenii încheie pe locul 3 din 6 în Seria a II-a și ratează calificarea în faza finală. În campionat, Dinamo încheie doar pe locul șase, cea mai slabă clasare din ultimele șapte sezoane.

## Rezultate
| Divizia A | Divizia A         | Divizia A                          | Divizia A | Divizia A |
| Etapa     | Data              | Adversar                           | Stadion   | Rezultat  |
| --------- | ----------------- | ---------------------------------- | --------- | --------- |
| 1         | 18 august 1957    | Flamura Roșie Arad                 | acasă     | 0-1       |
| 2         | 25 august 1957    | Știința Timișoara                  | deplasare | 2-2       |
| 3         | 1 septembrie 1957 | Locomotiva București               | deplasare | 4-0       |
| 4         | 5 septembrie 1957 | Dinamo Cluj                        | acasă     | 0-1       |
| 5         | 8 septembrie 1957 | Energia Flacăra Ploiești           | deplasare | 0-0       |
| 6         | 1 decembrie 1957  | Progresul București                | deplasare | 3-5       |
| 7         | 3 octombrie 1957  | Energia Steagul Roșu Orașul Stalin | acasă     | 1-1       |
| 8         | 6 octombrie 1957  | Energia Târgu Mureș                | deplasare | 2-0       |
| 9         | 9 octombrie 1957  | CCA București                      | acasă     | 3-2       |
| 10        | 7 noiembrie 1957  | Jiul Petroșani                     | acasă     | 0-1       |
| 11        | 24 noiembrie 1957 | Progresul ICO Oradea               | deplasare | 3-0       |
| 12        | 16 martie 1958    | UTA                                | deplasare | 1-1       |
| 13        | 23 martie 1958    | Știința Timișoara                  | acasă     | 2-6       |
| 14        | 30 martie 1958    | Rapid București                    | acasă     | 0-1       |
| 15        | 13 aprilie 1958   | Dinamo Cluj                        | deplasare | 1-0       |
| 16        | 20 aprilie 1958   | Petrolul Ploiești                  | acasă     | 0-1       |
| 17        | 4 mai 1958        | Progresul București                | acasă     | 2-1       |
| 18        | 11 mai 1958       | Steagul Roșu Orașul Stalin         | deplasare | 4-1       |
| 19        | 18 mai 1958       | CS Târgu Mureș                     | acasă     | 1-0       |
| 20        | 5 iunie 1958      | CCA București                      | deplasare | 0-2       |
| 21        | 8 iunie 1958      | Jiul Petroșani                     | deplasare | 1-0       |
| 22        | 15 iunie 1958     | CS Oradea                          | acasă     | 3-0       |

| Cupa României | Cupa României  | Cupa României   | Cupa României | Cupa României |
| Etapa         | Data           | Adversar        | Stadion       | Rezultat      |
| ------------- | -------------- | --------------- | ------------- | ------------- |
| șaisprezecimi | 6 aprilie 1958 | Farul Constanța | Brăila        | 0-1           |

| Legendă    |
| ---------- |
| victorie   |
| egal       |
| înfrângere |

## Transferuri
Principalele transferuri efectuate de Dinamo înaintea sezonului au fost Cornel Popa și Vasile Alexandru de la Dinamo Bacău, Iosif Lazăr de la Dinamo Orașul Stalin și Gheorghe Cosma de la Progresul. Noul antrenor, Iuliu Baratky, îi promovează de la echipa de juniori pe Motroc și Babone. În schimb, renunță la Gheorghe și Ladislau Băcuț, precum și la Florea Birtașu.